# Andreea Lăzărescu
Andreea Lăzărescu (1 augustus 1983) is een Roemeens voormalig langebaanschaatsster.
Op de Wereldkampioenschappen schaatsen afstanden 2008 startte Lăzărescu op de ploegenachtervolging.

## Records

### Persoonlijke records[2]
| Afstand    | Tijd    | Datum            | Baan       |
| ---------- | ------- | ---------------- | ---------- |
| 500 meter  | 43,86   | 20 oktober 2006  | Calgary    |
| 1000 meter | 1.28,39 | 28 november 2007 | Erfurt     |
| 1500 meter | 2.08,51 | 21 oktober 2006  | Calgary    |
| 3000 meter | 4.22,67 | 14 november 2008 | Heerenveen |
| 5000 meter | 7.27,55 | 22 november 2008 | Moskou     |